# 朗德諾布 (伊利諾伊州)
朗德諾布（英語：Round Knob）是位於美國伊利諾伊州馬薩克縣的一個非建制地區。該地的面積和人口皆未知。

## 地理
朗德諾布的座標為37°14′50″N 88°44′15″W / 37.24722°N 88.73750°W，而該地的平均海拔高度為120米（即394英尺）。